# British Home Championship 1967/68
Die British Home Championship 1967/68 war die 73. Auflage des im Round-Robin-System ausgetragenen Fußballwettbewerbs zwischen den vier britischen Nationalmannschaften von England, Nordirland (bis 1949/50 Irland), Schottland und Wales.
Der Wettbewerb bildete zusammen mit der vorangegangenen British Home Championship für die britischen Mannschaften gleichzeitig die Qualifikation zur Europameisterschaft 1968.
| Pl. | Nationalmannschaft | Sp. | S | U | N | Tore    | Punkte |
| --- | ------------------ | --- | - | - | - | ------- | ------ |
| 1.  | England            | 3   | 2 | 1 | 0 | 006:100 | 05:10  |
| 2.  | Schottland         | 3   | 1 | 1 | 1 | 004:400 | 03:30  |
| 3.  | Wales              | 3   | 1 | 0 | 2 | 004:600 | 02:40  |
| 4.  | Nordirland         | 3   | 1 | 0 | 2 | 001:400 | 02:40  |

|                                                 |   |            |           |
| 21. Oktober 1967 in Cardiff (Ninian Park)       |   |            |           |
| Wales                                           | – | England    | 0:3 (0:1) |
| 21. Oktober 1967 in Belfast (Windsor Park)      |   |            |           |
| Nordirland                                      | – | Schottland | 1:0 (0:0) |
| 22. November 1967 in London (Wembley Stadium)   |   |            |           |
| England                                         | – | Nordirland | 2:0 (1:0) |
| 22. November 1967 in Glasgow (Hampden Park)     |   |            |           |
| Schottland                                      | – | Wales      | 3:2 (1:1) |
| 24. Februar 1968 in Glasgow (Hampden Park)      |   |            |           |
| Schottland                                      | – | England    | 1:1 (1:1) |
| 28. Februar 1968 in Wrexham (Racecourse Ground) |   |            |           |
| Wales                                           | – | Nordirland | 2:0 (0:0) |